# Бакст, Осип Игнатьевич
Осип Игнатьевич (Иосиф Исаакович) Бакст (1839/1840—1895) — писатель, переводчик и публицист Российской империи еврейского происхождения; старший брат Николая Бакста.

## Биография
Родился, согласно надгробному памятнику, 25 декабря 1839 (6 января 1840) года в семье учителя раввинского училища в Житомире (по другим сведениям — в 1834 году в Вильно).
Окончил восточный факультет Санкт-Петербургского университета. Служил переводчиком в Азиатском департаменте Министерства иностранных дел. Позже служил драгоманом в правительстве.
В 1860 г. Бакст открыл собственную типографию на Стремянной улице (с 1866 г. — на углу Невского проспекта и Николаевской, ныне ул. Марата, д. 71/2 кв. 33). Оснащение типографии было сравнительно скромным (4 печатные машины, в том числе одна скоропечатная, 16 наборных касс-реалов, 224 пуда шрифта), но имела довольно большой штат работников.
Братья Бакста — Владимир и Николай — были участниками революционного движения, и за самим Бакстом с 1862 г. вёлось негласное наблюдение Третьего Отделения. Его подозревали в печати «возмутительных воззваний» и революционных симпатиях. Для этого были основания: в 1862 г. Осип Бакст предоставил оборудование для нелегальной типографии «Земли и воли». Он был связан революционерами Евгением Печаткиным и Иваном Худяковым, и его квартира была местом встреч кружка ишутинцев. 
2 июня 1866 г. произошёл обыск в квартире Бакста, через месяц — в его типографии. Опасаясь преследований правительства, Бакст продал типографию, однако продолжил издательскую деятельность. 
Спустя шесть лет, в 1873 г., Бакст снова выкупил типографию и содержал её до 1881 г. Оборудование типографии в этот период состояло из трёх машин и 300 пудов шрифта. В штате типографии в 1877 г. было четырнадцать рабочих, но спустя год — всего лишь семь (предположительно, из-за финансовых проблем).
Кроме типографии, Бакст содержал сеть книжных магазинов: на Невском проспекте, д. 10, на Литейном проспекте, д. 26 и на углу Большой Итальянской улицы и Екатерининского канала (ныне набережная канала Грибоедова, 6). 
Осип Бакст был «идейным» издателем и в выборе книг руководствовался целями просвещения общества. Издательство Бакста выпускало историческую литературу, часто демократического характера: так, в 1873 был запрещён цензурой и уничтожен тираж второго тома «Истории Американских соединённых штатов» К. Ф. Неймана за «грубое порицание монархических принципов» и «пропаганду радикальных теорий». Бакст занимался популяризацией лучших произведений западноевропейской литературы (Дрепера, Шерра, Мольера и других). Им было переведено несколько комедий Мольера; с некоторыми исправлениями — «Очерк истории еврейского народа» Э. Гехта (первое издание — 1866 г., второе — 1881 г.); редактировал перевод «Истории евреев от начала мендельсоновской эпохи» Греца (1884). 
Умер 26 сентября (8 октября) 1895 года в Санкт-Петербурге. Похоронен на Еврейском преображенском кладбище.

## Издания типографии Бакста
- Г. Гервинус. История XIX века от времени Венского конгресса (1862–1863)
- Л.-А. Гарнье-Паже. История революции 1848 года. (1862/63–1875)
- С. М. Буткевич (Буташевская). Сборник рассказов в прозе и стихах (1863)
- Г. Зибель. История французской революции и её времени (1789–1795) (под ред. М. А. Антоновича, 1863)
- И. Шерр. Всеобщая история литературы. (пер. А. Н. Пыпина) (1863)
- К. Ф. Нейман. История Американских Соединенных Штатов (1864 — Т. 1, 1873 — Т. 2)
- И. А. Худяков. Рассказы о старинных людях. Вып. 1 (1864)
- А. Л. Рохау. История Франции от низвержения Наполеона I до восстановления Империи. 1814–1852 гг. (пер. М. А. Антоновича и А. Н. Пыпина, 1865)
- Классические иностранные писатели в русском переводе (1865, совместно с П. И. Вейнбергом)
  - Ж.-Ж. Руссо. Исповедь
  - Л. Стерн. Сентиментальное путешествие
  - Г. У. Лонгфелло. Песни о невольничестве
  - А. Мицкевич. Поминки
  - Г. Э. Лессинг. Эмилия Галлоти
- Э. Гехт. Очерк истории еврейского народа (1-е изд. 1866, 2-е — 1881)
- Эдуард Пфейффер. Об ассоциации. Настоящее положение рабочего сословия и чем оно должно быть (под ред. М. А. Антоновича, 1866)
- И. А. Худяков. Рассказы о великих людях средних и новых времен (1866)
- И. А. Худяков. Русская книжка (1868)
- Г. В. Штолль. Герои Греции в войне и мире. История Греции в биографиях (пер. под ред. В. Г. Васильевского, 1879)
- Г. В. Штолль. Великие греческие писатели (1879)
- Г. В. Штолль. Великие римские писатели (1889)
- Дж. Дрейпер. История умственного развития Европы
- Г. Зибель. О законах исторического знания
- И. К. Блунчли. История общего государственного права и политики[2]